# سباق باريس روبيه 1897

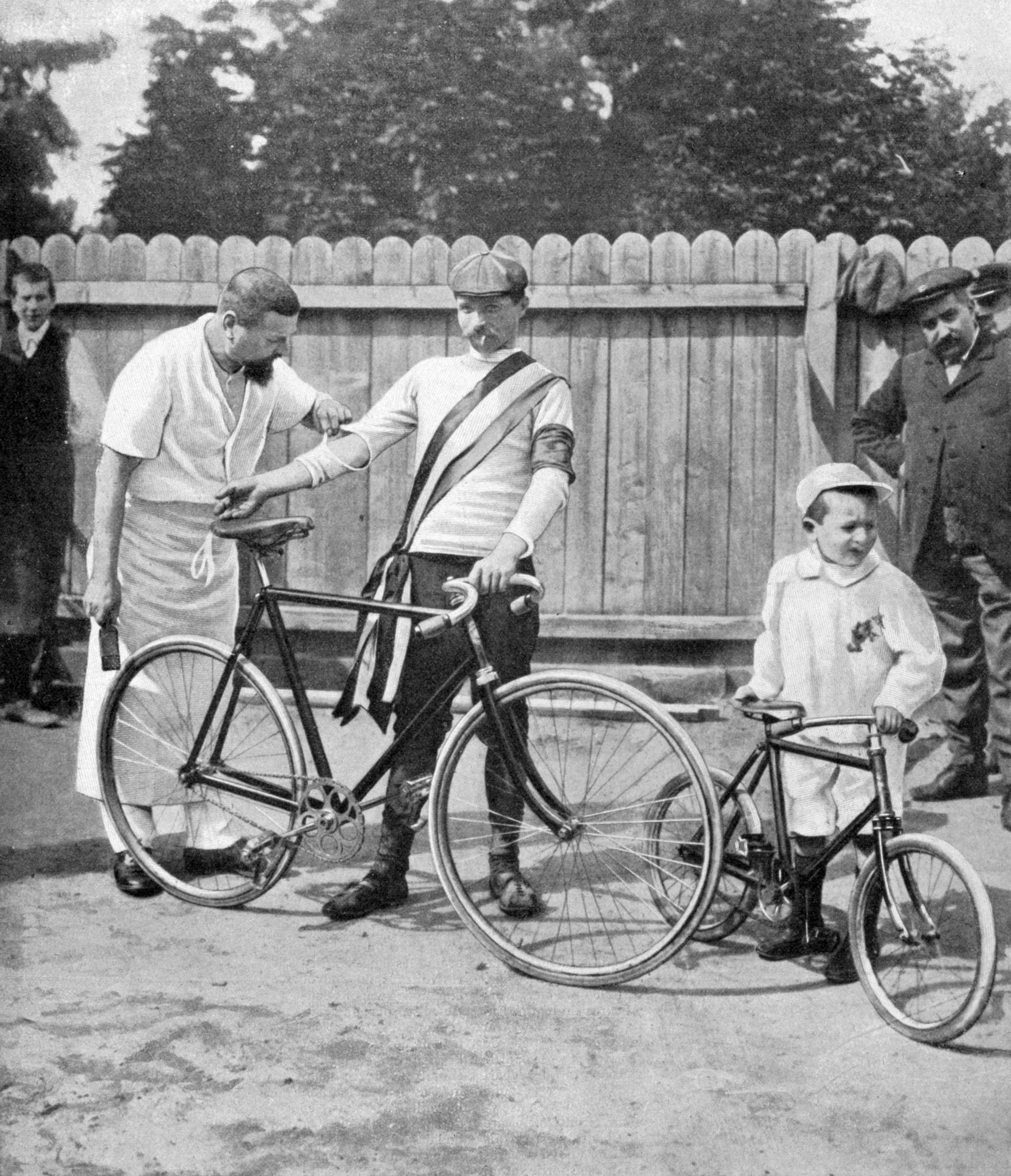

سباق باريس روبيه 1897 (بالإنجليزية: 1897 Paris–Roubaix)‏  هو سباق دراجات هوائية، وهو الموسم رقم 2 من السباق، وأقيم في 18 أبريل 1897، وامتدّ لمسافة 280 كيلومتر، وهو من نوع سباق يوم واحد.
فاز فيه بالمركز الأول موريس غارين، وبالمركز الثاني Mathieu Cordang ‏، وبالمركز الثالث ميشيل فريدريك.

## الفائزون
| الترتيب | الفائز           |
| ------- | ---------------- |
| الفائز  | موريس غارين      |
| الثاني  | Mathieu Cordang ‏ |
| الثالث  | ميشيل فريدريك    |